# Distrikt Chalhuanca
Der Distrikt Chalhuanca liegt in der Provinz Aymaraes der Region Apurímac in Südzentral-Peru. Der Distrikt hat eine Fläche von 322,34 km². Beim Zensus 2017 lebten 4928 Einwohner im Distrikt. Im Jahr 1993 lag die Einwohnerzahl bei 4458, im Jahr 2007 bei 4558. Die Distriktverwaltung befindet sich in der am Río Chalhuanca auf 2888 m Höhe gelegenen Provinzhauptstadt Chalhuanca.

## Geographische Lage
Der Distrikt Chalhuanca liegt zentral in der Provinz Aymaraes. Die Stadt Chalhuanca liegt etwa 85 km südwestlich der Regionshauptstadt Abancay. Der Distrikt Chalhuanca erstreckt sich über das Andenhochland. Der Río Chalhuanca durchfließt den Distrikt in westnordwestlicher Richtung.
Der Distrikt Chalhuanca grenzt im Westen an den Distrikt Sañayca, im Norden an die Distrikte Soraya und Tapairihua, im Osten an die Distrikte Yanaca, Pocohuanca und Sabaino (Provinz Antabamba) sowie im Süden an die Distrikte Caraybamba und Cotaruse.

## Ortschaften
- Anccoccayo
- Chaccarahua
- Jayo
- Mutca
- Pauccaraya
- Pincahuacho
- Unchiña

## Im Distrikt Chalhuanca geborene Persönlichkeiten
- Dina Boluarte (* 1962), peruanische Rechtsanwältin und Politikerin